# 陳觀 (乾隆進士)
陳觀（1753年—1816年），字賓我，一字鑑軒，江西新城縣（今黎川縣）人。清朝官员。

## 生平
乾隆四十九年（1784年）進士，授工部屯田司主事，晉都水司員外郎、製造庫郎中。嘉慶元年（1796年），外官福建福州府知府，任內曾護理鹽法道、督糧道。三年（1798年），實授鹽法道。嘉慶十四年（1809年），升浙江按察使。十七年（1812年），升江寧布政使。嘉慶十八年（1813年），調山西布政使。二十年（1815年），調陝西布政使。嘉慶二十一年（1816年），任內閣學士，兼禮部侍郎銜。官至倉場侍郎。
有弟陳用光。